# 감조 하천
감조하천(感潮河川)은 밀물과 썰물의 영향을 받는 하천이다. 해양으로 흐르는 하천은 모두 감조하천이다. 한반도에서 황해와 남해로 흘러드는 하천에 많다.

## 특징
- 밀물시간은 짧고 밀물의 유속은 강하며, 썰물시간은 길고 썰물 속도는 약하다.
- 하천의 유역에 따라 고조면의 높이는 약간 높은 정도는 되지만, 저조면은 상류로 올라감에 따라 높아져 조차는 점점 작아진다. 조석파가 하천을 거슬러 올라가면 점차 변형되어 마침내는 조석파의 전면의 급경사가 마치 직립벽과 같이 하천을 돌진하는 현상이 일어난다.

## 하굿둑
하천의 하굿둑은 조수를 막고 담수의 유출을 조절하기 위하여 만들어졌으나, 유역의 도시화와 공업화로 오염된 물이 집적되면 생활 용수나 관개 용수로 이용할 수 없게 되는 수도 있다.

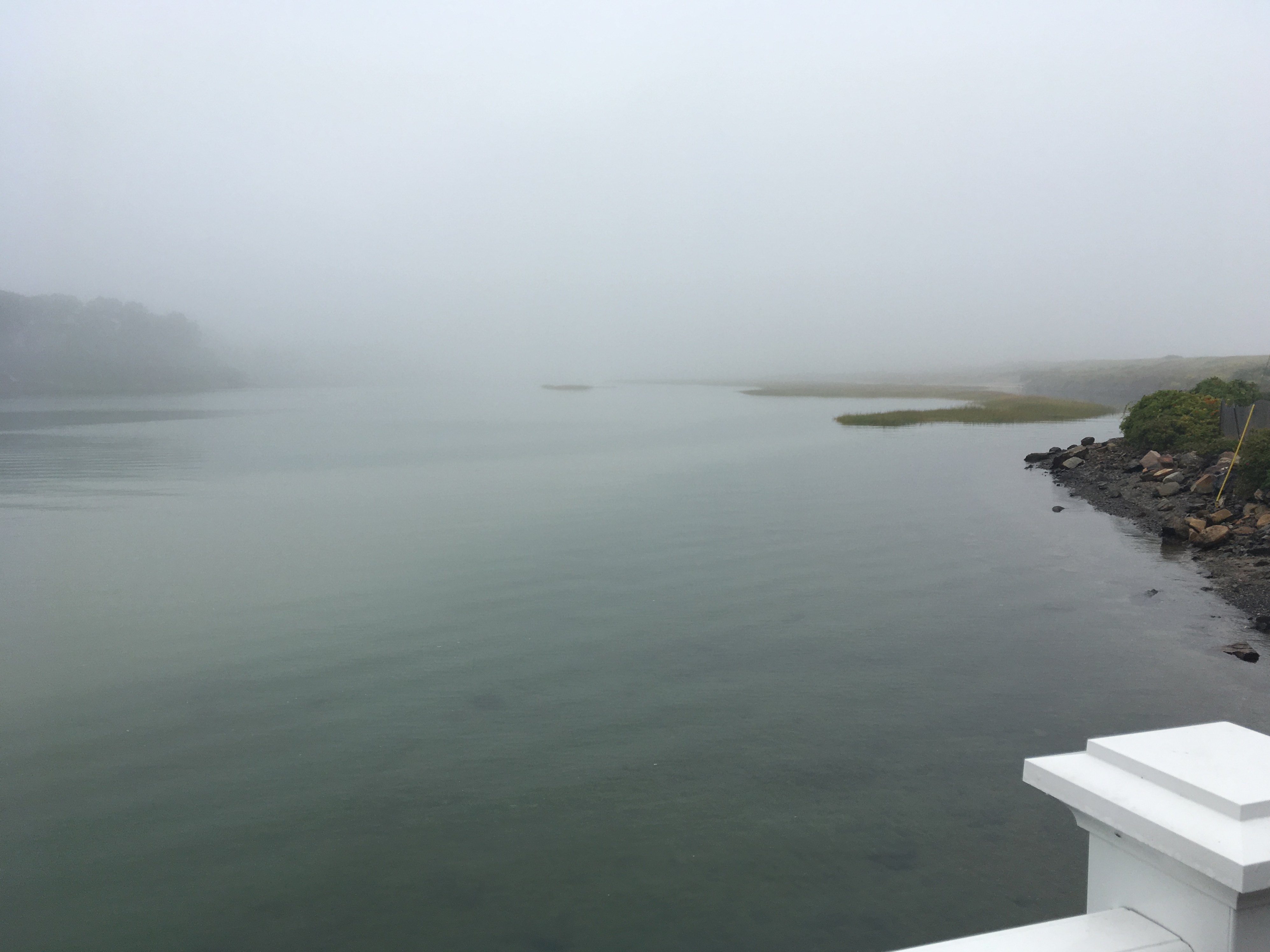
온것킷강 상류
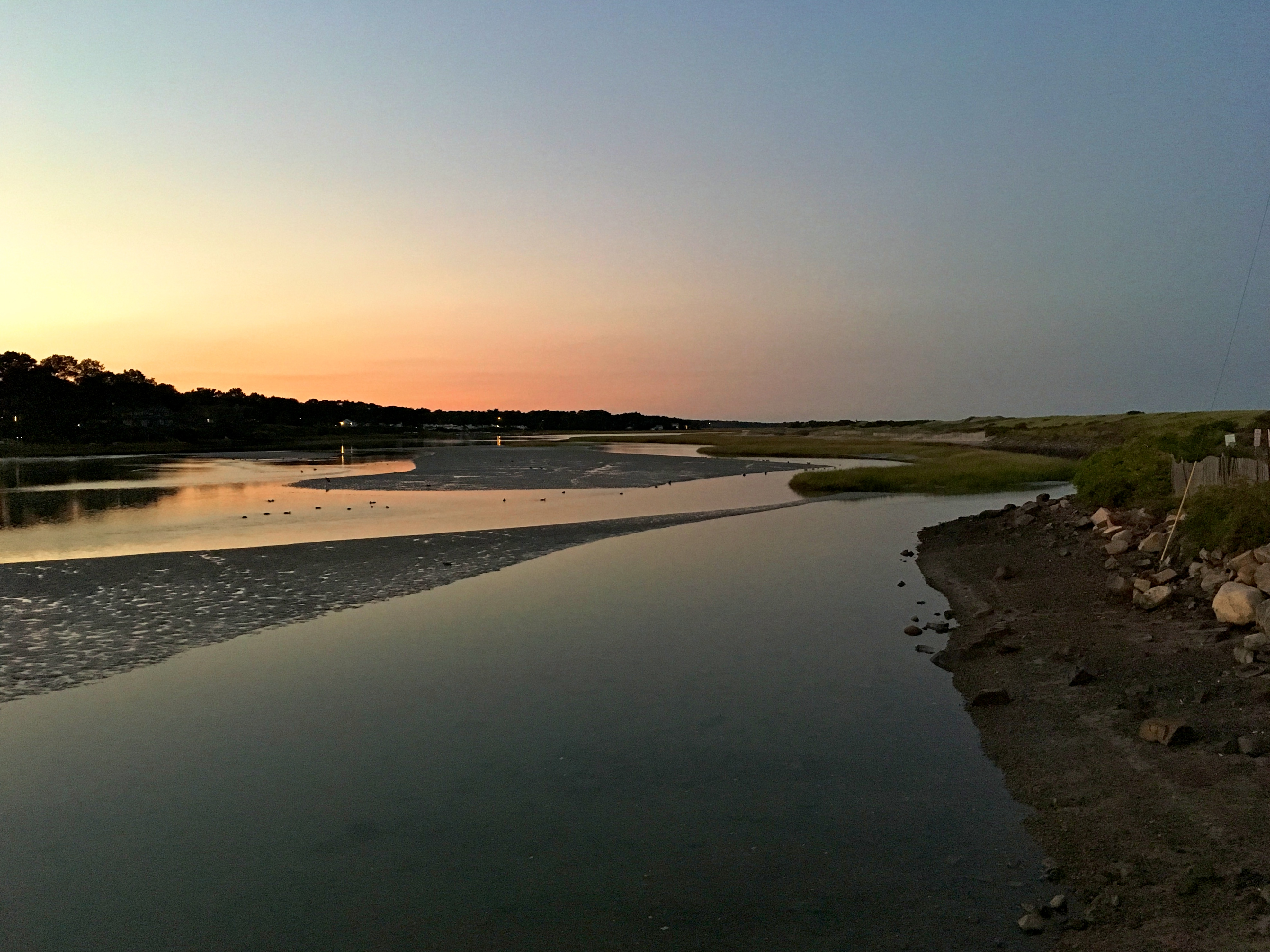
온것킷강 중류
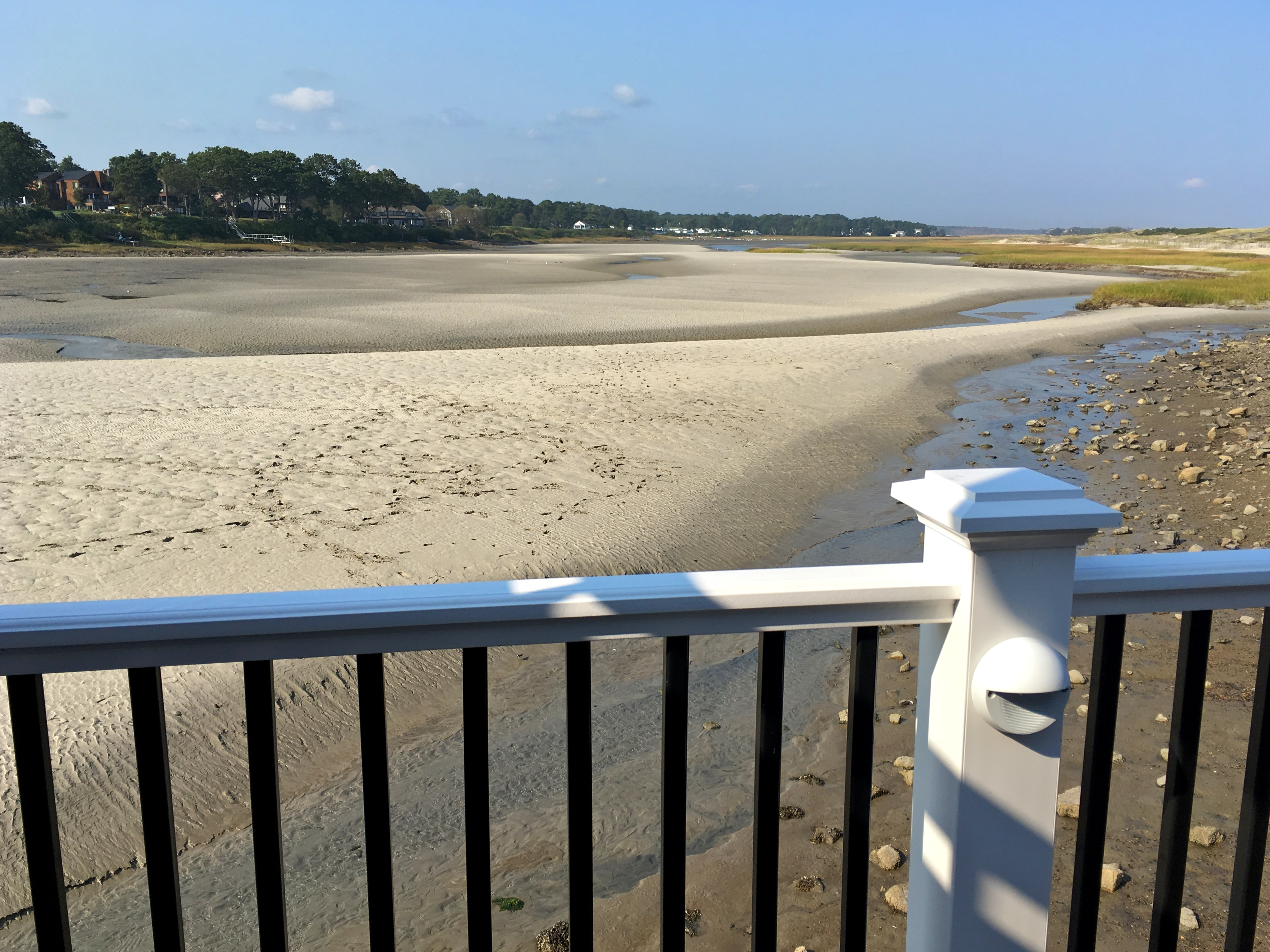
온것킷강 하류

## 같이 보기
- 어귀
- 리아스식 해안
- 조석해일
- 갯골